# Max Roepell
Max Roepell (* 24. August 1841 in Halle (Saale); † 2. März 1903 in Posen) war deutscher Verwaltungsjurist im preußischen Staatsdienst, der vor allem als Präsident der königlich preußischen Eisenbahndirektionen Kattowitz und Posen Bedeutung erlangte.

## Leben
Geboren als Sohn des Historikers Richard Roepell, besuchte Max Roepell das Maria-Magdalenen-Gymnasium in Breslau und studierte ab 1860 Rechtswissenschaften an der Universität Halle sowie ab Michaelis 1861 an der Universität Breslau. Als Student wurde er Mitglied der Corps Guestphalia Halle und Silesia Breslau.
Am 22. März 1864 wurde Roepell zum Auskultator ernannt. Nach Ableistung seines Vorbereitungsdienstes als Referendar wurde er am 18. März 1870 Gerichtsassessor. Seiner Militärdienstpflicht genügte er im Infanterie-Regiment Nr. 23 und im Garde-Grenadier-Regiment Nr. 3, in dem er auch als Reserveoffizier an den Feldzügen von 1866 und 1870/71 teilnahm.
Nach seinem Wechsel zur preußischen Eisenbahnverwaltung wurde Roepell am 1. Juli 1872 Hilfsarbeiter bei der Direktion der Preußischen Ostbahn in Bromberg. Am 17. März 1873 wurde er zum Regierungsassessor ernannt und am 1. Dezember 1875 Mitglied der Direktion der Ostbahn, am 15. Mai 1877 Vorsitzender der Eisenbahnkommission in Thorn, am 1. Februar 1880 Mitglied der Direktion der Köln-Mindener Eisenbahn-Gesellschaft in Köln. Am 30. Juli 1880 wurde er nach Ernennung zum Regierungsrat Mitglied der Königlichen Eisenbahndirektion Breslau, am 1. April 1885 Direktor des Betriebsamts Breslau-Halbstadt, am 16. Januar 1893 wieder Mitglied der Eisenbahndirektion Breslau und am 11. März 1895 Präsident der Eisenbahndirektion Kattowitz. Zuletzt war er seit dem 15. Juni 1898 Präsident der Eisenbahndirektion Posen.

## Auszeichnungen
- preußischer Roter Adlerorden 2. Klasse mit Eichenlaub
- russischer St.-Annen-Orden 2. Klasse